# Annales Fontanellenses
Gli Annales Fontanellenses, noti anche come Chronicon Fontanellense o Chronicon sancti Wandregesili, è una breve raccolta annalistica, compilata presso l'Abbazia di Saint-Wandrille tra l'840 e l'856, e si occupa principalmente di eventi locali. Secondo lo storico Ferdinand Lot, gli Annales sono generalmente inaffidabili per le date e la loro composizione dovrebbe essere datata a dopo l'872.
Gli Annales sono una fonte importante per quanto riguarda le incursioni condotte dai capi vichinghi Sidroc e Bjørn nell'856-58 e la guerra condotta dal re dei Franchi Occidentali Carlo il Calvo contro il duca di Bretagna Nominoe.